# 화완옹주
화완옹주(和緩翁主, 1738년 3월 9일 (음력 1월 19일) ~ 1808년 5월)는 조선 후기의 왕족으로 영조의 아홉째 딸이며, 어머니는 영빈 이씨이다. 이름은 용완(蓉婉)이며 사도세자의 친동생이자 정조의 고모이다. 정후겸은 그의 양자이다.
화순옹주, 화평옹주와 더불어 영조가 대단히 총애하였다. 정조의 정적으로, 정조의 세손 시절 대리청정을 막고 모해한 죄로 정조 즉위 후에 옹주의 작위를 박탈당하고 서인으로 강등되었다. 이후 '정치달의 처(妻)'라는 뜻의 정처(鄭妻)로 불렸다.

## 생애

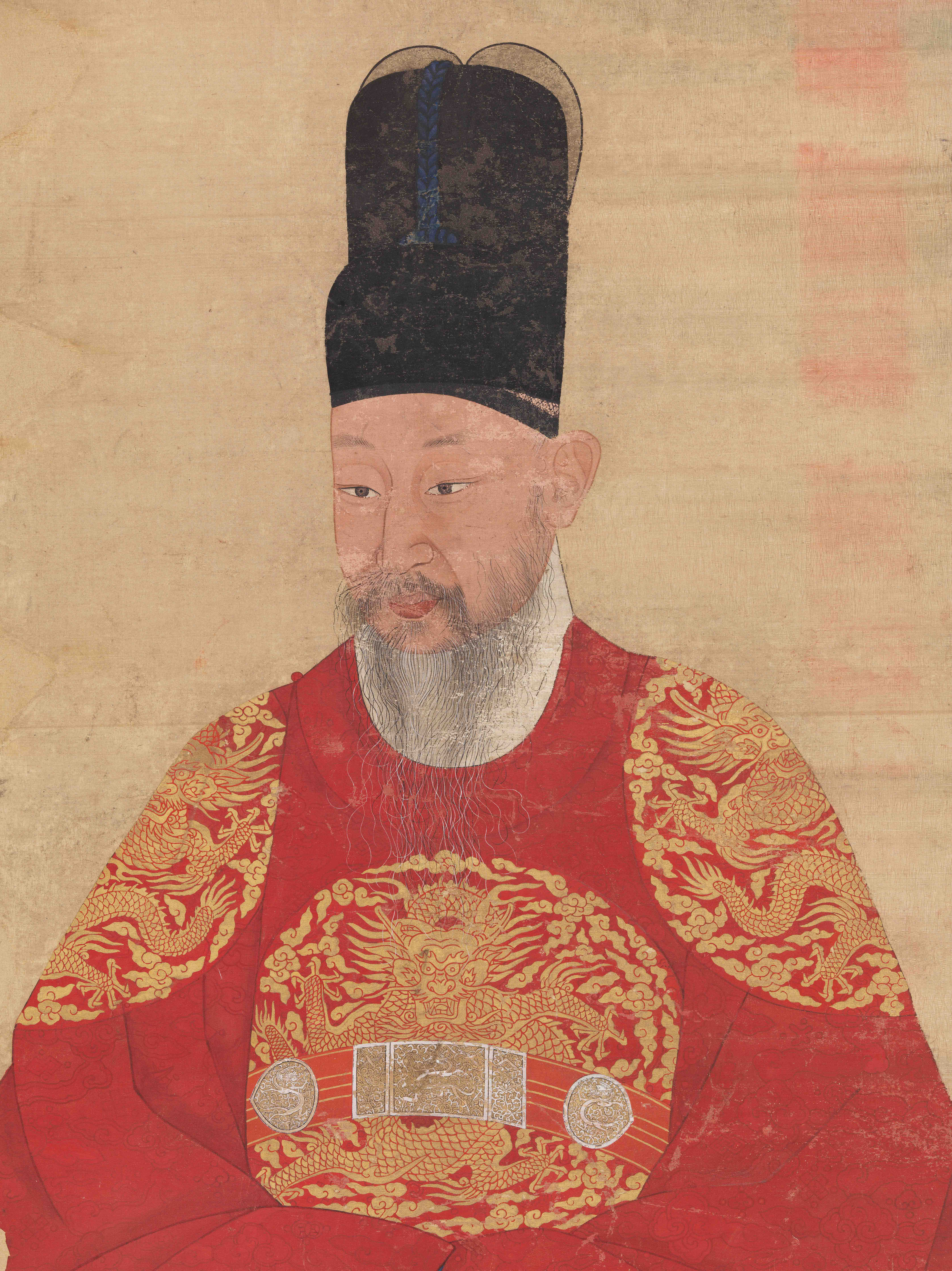
화완옹주의 아버지 영조

1738년(영조 14년) 1월 19일, 영조(英祖)의 아홉째 딸이자 영빈 이씨(暎嬪 李氏)의 여섯째 딸로 태어났다.
1749년(영조 25년) 7월 6일, 소론의 거두 정휘량의 조카이자 이조 판서와 우의정을 지낸 정우량(鄭羽良)의 아들 정치달과 혼인하였다. 정우량은 우의정까지 지냈고, 사후에는 증 영의정에 추증되었다. 정치달과의 사이에서 딸을 낳았으나 일찍 죽었다. 남편을 일찍 여의자, 시댁 먼 일가의 아들인 인천 출신 정후겸을 데려다가 양자로 삼았다.
친오빠 사도세자와 사이가 좋지 않았던 화완옹주는 사도세자의 비행과 실수를 그대로 부왕 영조에게 가서 고해바쳤다. 인원왕후의 상 때 인원왕후전 나인이었던 빙애를 후궁으로 취한 뒤, 영조의 추궁이 있자 사도세자는 빙애를 화완옹주의 처소에 숨겨두었다. 그러나 누군가에 의해 소문이 퍼지면서, 빙애의 존재가 영조에게 알려지게 되었다.

### 유배 생활
정조 즉위 후 양자 정후겸이 세손시절부터 정조를 제거하려 하여, 그는 정후겸과 함께 이른바 "《명의록》의 의리"에 반한 죄인으로 취급되어 몰락하였다. 양자 정후겸은 사사당하고 그는 옹주의 호를 삭탈당하고 서인으로 강등되어, '정치달의 처(정처)'라고 불리게 된다.
처음에는 강화도 교동, 나중에는 육지인 경기도 파주의 어떤 곳으로 유배되었으며, 그 과정에서 여러 차례 대신들의 처벌 요구가 있었다. 그러나 정조는 이를 듣지 않다가 1799년(정조 23) 화완옹주의 죄를 없애고 용서하라 지시하였다.
“병신년(1776년) 이후 24년 동안 이 대궐에 와서 이 날을 지날 때마다
어느 것을 보든지 부모님을 추모하는 생각이 솟구쳐 올라 어떻게 억누를 수가 없다.
병신년의 처분은 바로 선왕의 뜻을 밝힌 것이었고,
오늘 용서해 석방하려고 하는 것도 선왕의 뜻을 몸받아 하는 것이다.
만약 선조(先朝)의 성심(聖心)을 자기 마음으로 삼아 이때에 이 마음을 가지려고 한다면
이 일에 대해 조정의 신하들도 반드시 알아 느끼는 것이 있을 것이니,
어찌 혹 다른 말이 있겠는가. 서울 집에 둔 지도 이미 오래되었다.
진위 여부가 애매 모호한데 죄안(罪案)은 아직도 있기 때문에 오늘 반드시 사유(赦宥)하려고 하는 것이다.
정치달 처(鄭致達妻)의 죄명을 없애고 특별히 완전히 용서하여 조금이나마 내 마음을 펴는 방도로 삼겠다.”

### 석방 이후
1799년 3월 이후 화완옹주는 석방되어 궁에 들어와 살았으며, 순조대에도 화완옹주에 대한 탄핵이 있었으나 순조가 이를 윤허하지 않았다.
화완옹주는 영조의 여러 딸들 중에서도 가장 많은 사랑을 받아 영조는 옹주가 시집간 후에도 자주 그의 집에 거둥하였다. 또한 문과에서 장원을 차지한 정치달의 형 정원달에게도 많은 특혜를 하사하였으며, 1757년(영조 33) 정치달이 세상을 떠나자 곡반을 하였고 이를 말리는 신하들을 파직하였다. 사망 원인은 알 수 없다.

### 사후
순조실록에는 1808년(순조 8) 5월 17일 삼사에서 올린 글에서 정치달의 처가 죽어 더 이상 죄를 묻지 않는다는 구절이 나온다. 즉 옹주의 사망일은 그 이전으로 사료되나 정확한 몰일을 파악할 수 없다. 다만 왕가의 전통상 졸기가 없고 무덤이 경기도 파주 유배지 인근이었던 것으로 보아 죽을 당시 죄를 완전히 벗지는 못했던 것으로 여겨진다. 《화완옹주 및 정치달 묘》는 경기도 파주시 문산읍 사목리에 있다. 2001년 12월 21일 파주시의 향토유적 제14호로 지정되었다.

## 평가
영조실록에 의하면 그의 인품에 대해 임금의 딸들 가운데에서 임금의 가장 깊은 사랑을 받았고 성질도 요사하게 혜민했다(最爲上鍾愛, 性且妖慧) 한다.

## 가족 관계
| - 아버지 : 영조(英祖, 1694 ~ 1776) - 어머니 : 영빈 이씨(暎嬪 李氏, 1696 ~ 1764) - 언니 : 화평옹주(和平翁主, 1727 ~ 1748) - 언니 : 이옹주(二翁主, 1728 ~ 1731) - 언니 : 삼옹주(三翁主, 1729 ~ 1731) - 언니 : 사옹주(四翁主, 1732 ~ 1736) - 언니 : 화협옹주(和協翁主, 1733 ~ 1752) - 오빠 : 사도세자(思悼世子, 1735 ~ 1762) | - 시아버지 : 정우량(鄭羽良) - 시어머니 : 전주 이씨(全州 李氏), 효령대군의 후손 이필(李馝)의 장녀 - 부군 : 일성위(日城尉) 정치달(鄭致達, 1732년 ~ 1757년) - 양자 : 정후겸(鄭厚謙, 1749 ~ 1776년), 정석달(鄭錫達)와 숙부인 전주 이씨(淑夫人 全州李氏)의 차자 - 며느리 : 덕수 이씨(德水 李氏), 이최진(李㝡鎭)와 대구 서씨(大邱 徐氏)의 차녀 - 장녀 : 정씨(鄭氏) (1756 ~ 1758) - 조졸 |

## 화완옹주가 등장하는 작품
| - 《조선왕조 오백년 - 한중록》 (MBC, 1988년 ~ 1989년), 배우 : 이상숙 - 《왕도》 (KBS, 1991년 ~ 1991년), 배우 : 이효춘 - 《대왕의 길》 ([MBC, 1998년), 배우 : 김지연 (아역 : 이정윤) - 《홍국영》 ([MBC, 2001년), 배우 : 유혜리 - 《이산》 ([MBC, 2007년 ~ 2008년), 배우 : 성현아 - 《드라마 스페셜 - 붉은 달》 (KBS2, 2015년), 배우 : 박소담 - 《옷소매 붉은 끝동》 ([MBC, 2021년), 배우 : 서효림 | - 《사도》 (2015년), 배우 : 진지희 |

## 같이 보기
- 경주 불국사 영산회상도 및 사천왕 벽화

### 주해
1. ↑  鄭淵→鄭自源→鄭涵→鄭龜年→鄭瑄→鄭彥珪→鄭濟→鄭汝溫→鄭涌→鄭始成→鄭寅賓→鄭壽期→鄭羽良→鄭致達[5]:상권 p. 11, 105
2. ↑  아들이 없어 정치달의 10촌형 정석달(鄭錫達, 1717년~1780년)의 아들 정후겸을 양자로 삼았다.
3. ↑  鄭涌→鄭始昌→鄭伯賓→鄭壽泰→鄭得良→鄭錫達→鄭厚謙[5]:상권 p. 116-117